# Andrzej Sontag
Andrzej Sontag (Polonia, 26 de abril de 1952) fue un atleta polaco especializado en la prueba de triple salto, en la que consiguió ser medallista de bronce europeo en 1974.

## Carrera deportiva
En el Campeonato Europeo de Atletismo de 1974 ganó la medalla de bronce en el triple salto, llegando hasta los 16.61 metros, siendo superado por el soviético Viktor Saneyev que con 17.23 metros batió el récord de los campeonatos, y por el rumano Carol Corbu (plata con 16.68 m).